# ジェイレン・フィリップス
ジェイレン・エバレット・フィリップス（Jaelan Everett Phillips, 1999年5月28日 - ）は、アメリカ合衆国カリフォルニア州レッドランズ出身のプロアメリカンフットボール選手。NFLのマイアミ・ドルフィンズに所属している。ポジションはアウトサイドラインバッカー。

## 経歴

### カレッジ

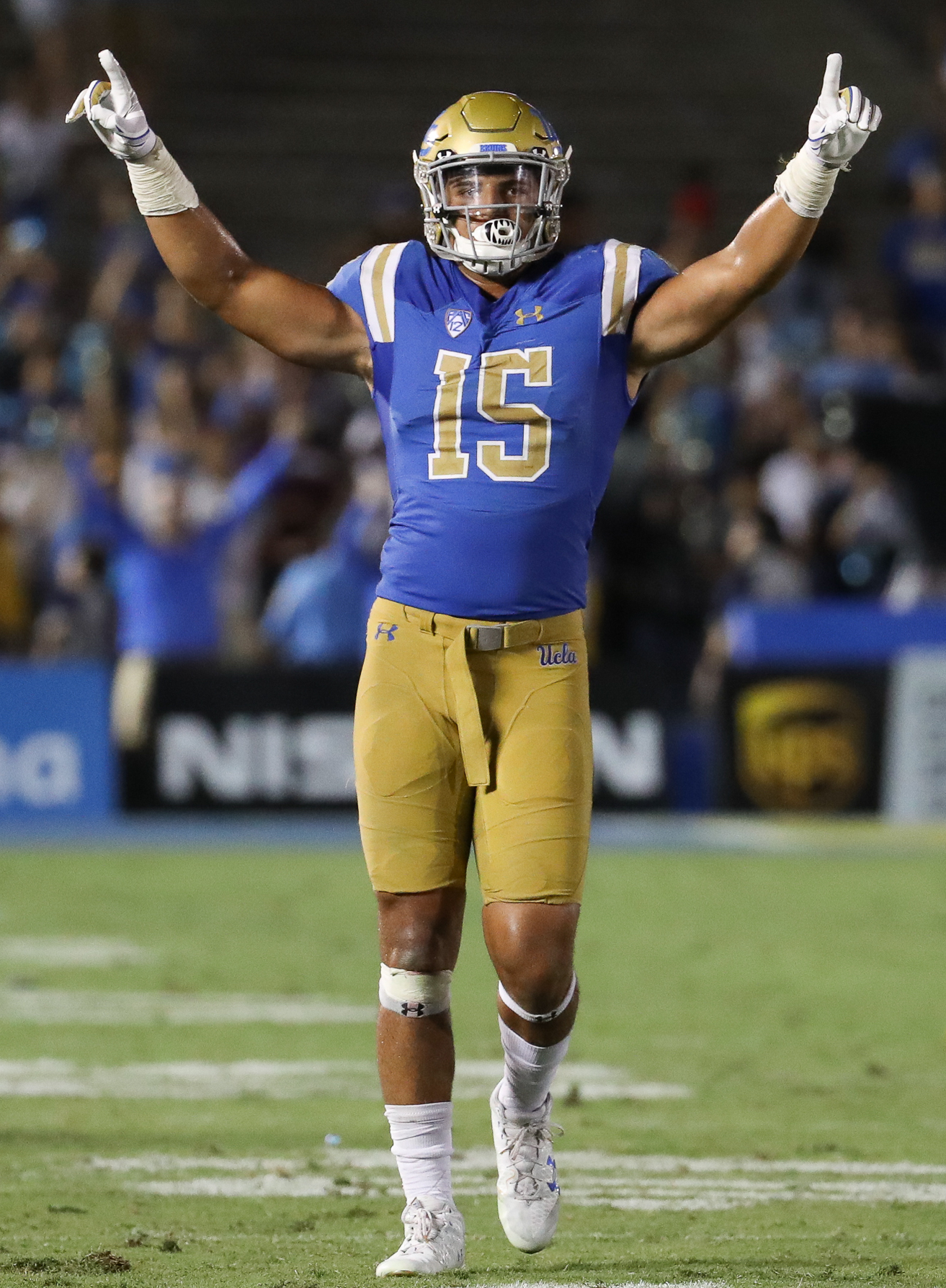
UCLAでのフィリップス
(2017年)

高校時代は世代トップクラスの評価を受け、UCLAへ進学。1年目の2017年シーズンは21タックル、3.5サックを記録した。
2018年シーズンは脳震盪により4試合の出場に留まった。この他にも交通事故に遭うなどして複数の怪我を負い、フットボールを引退することを決意。音楽を学ぶためにロサンゼルス・シティー・カレッジへ転校した。
2019年にマイアミ大学へ転校し、フットボールに復帰した。2019年シーズンはNCAAの規定により試合への出場はなかった。
2020年シーズンに復帰し、45タックル、8.5サックを記録。オールアメリカンセカンドチーム、オールACCセカンドチームに選出された。

### マイアミ・ドルフィンズ
| 身長                    | 体重            | 腕 の 長 さ       | 手 の 大 き さ   | 40Yrd ダ ッ シ ュ | 10Yrd ス プ リ ッ ト | 20Yrd ス プ リ ッ ト | 20Yrd シ ャ ト ル | 3 コ 丨 ン ド リ ル | 垂 直 跳 び   | 立 ち 幅 跳 び      | ベ ン チ プ レ ス |
| ----------------------- | --------------- | ----------------- | ---------------- | ----------------- | -------------------- | -------------------- | ----------------- | ------------------- | ------------- | ------------------- | ----------------- |
| 6 ft 5+1⁄2 in (197 cm)  | 260 lb (118 kg) | 33+1⁄4 in (84 cm) | 9+3⁄4 in (25 cm) | 4.57 s            | 1.59 s               | 2.69 s               | 4.18 s            | 7.13 s              | 36 in (91 cm) | 10 ft 5 in (3.18 m) | 21 回             |
| All values from Pro Day |                 |                   |                  |                   |                      |                      |                   |                     |               |                     |                   |

2021年のNFLドラフトにて全体18位でマイアミ・ドルフィンズから指名され、その後4年総額1,400万ドルのルーキー契約を結んだ。
2021年シーズンは42タックル、8.5サックを記録した。
2022年シーズンは61タックル、7サックを記録した。
2023年シーズンはアキレス腱断裂のためシーズン後半を欠場したが、8試合の出場で43タックル、6.5サックを記録した。
2024年4月29日、チームから5年目の契約オプションを行使された。2024年シーズンは第4週のテネシー・タイタンズ戦で前十字靭帯を損傷し、シーズンのその後の試合を欠場した。